# Cianid

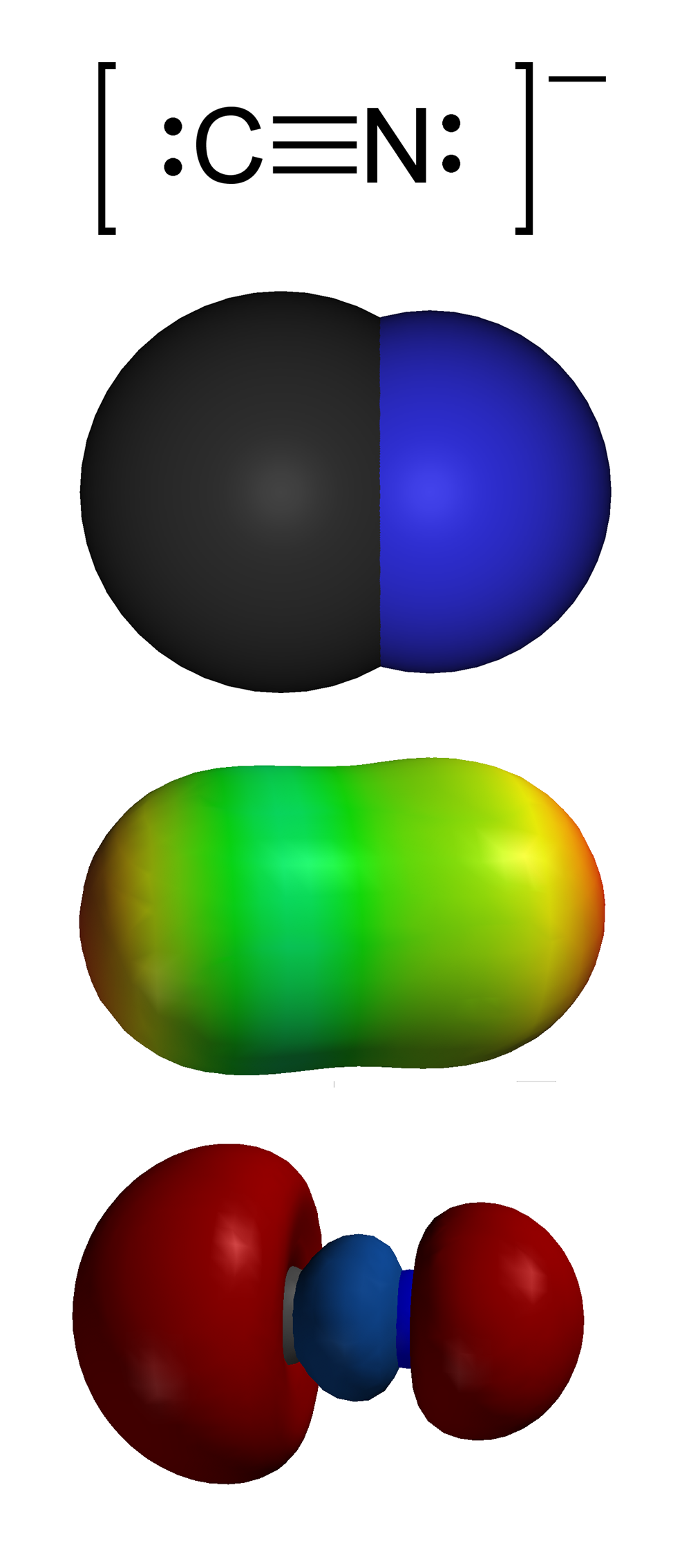
A CN^{−} cianidion.
Felülről lefelé:
1. Vegyértékkötés-elmélet szerinti szerkezet
2. Kalottamodell
3. Elektrosztatikus potenciálfelület
4. A „szén nemkötő elektronpárjának” HOMO/LUMO pályái

A cianidok olyan szervetlen vegyületek, melyekben a szén- és nitrogénatom között hármas kötést tartalmazó -C≡N cianocsoport található. Cianidoknak általában a CN− anion sóit nevezzük. A cianidion izoelektronos a szén-monoxiddal és a molekuláris nitrogénnel. A cianidok túlnyomó többsége erősen mérgező.

## Nevezéktan
A IUPAC szerves kémiai nevezéktana szerint a –C≡N funkciós csoportot tartalmazó szerves vegyületeket nitrileknek nevezzük. A nitrilek tehát szerves vegyületek.
Ilyen nitril például a CH3CN acetonitril, más néven metil-cianid. A nitrilekből általában nem válik szabaddá cianidion. Azt a funkciós csoportot, amelyben ugyanahhoz a szénatomhoz hidroxil- és cianidcsoport is kapcsolódik, cianohidrinnek nevezzük. A cianohidrinekből, a nitrilekkel szemben, hidrogén-cianid keletkezhet. A szervetlen kémiában a C≡N− iont tartalmazó sókat cianidoknak nevezik.